# Notopithecus adapinus
Notopithecus adapinus fue un notoungulado basal de la familia Interatheriidae, que vivió durante la edad mamífero Casamayorense en Patagonia, Argentina. Era un animal de pequeño tamaño entre 1 y 2 kg de masa corporal. Dentro de los notopitecinos, es la especie mejor conocida, habiéndose hallado un esqueleto completo en la localidad de Valle Hermoso, Provincia del Chubut, Argentina. Era un animal herbívoro, con muelas braquiodontes y dentición completa, probablemente plantígrado.
El nombre del género significa "simio del sur" (notos= sur; pithecus= simio, mono) y el epíteto específico hace referencia a la familia Adapidae, una familia extinta de primates de América del Norte a los que Florentino Ameghino consideró que estaban relacionados.

#### Galería de imágenes

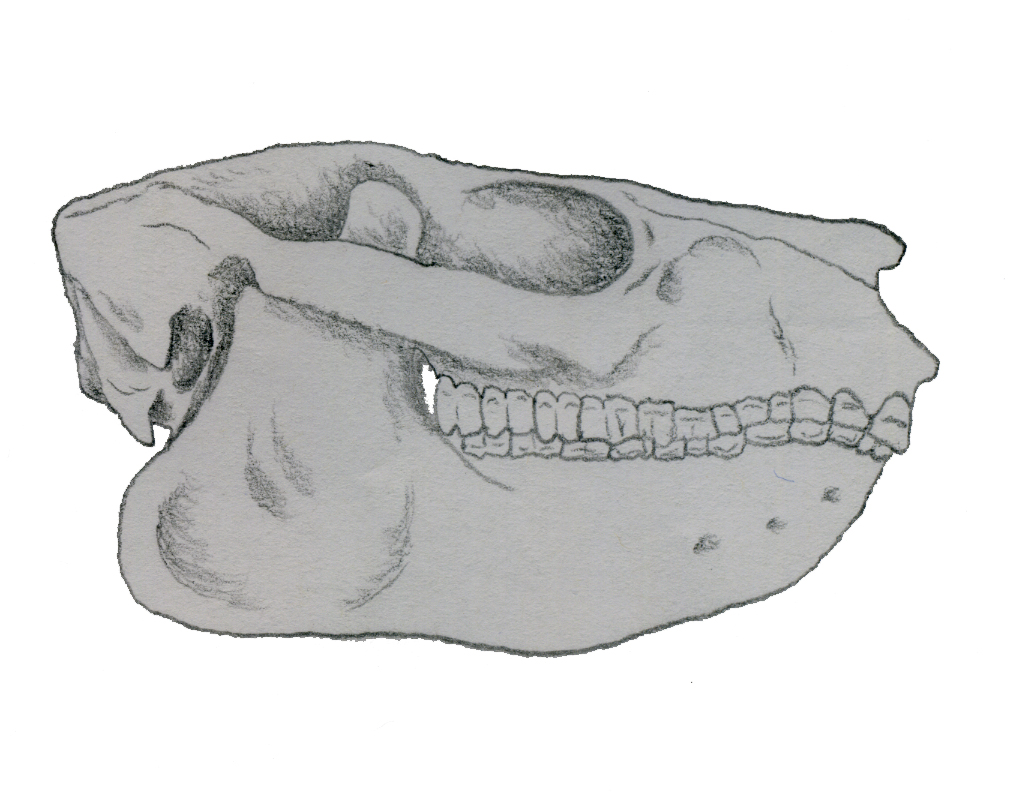
Cráneo de Notopithecus